# Canoe Lake 165B
Canoe Lake 165B är ett reservat i Kanada.   Det ligger i provinsen Saskatchewan, i den centrala delen av landet, 2 500 km väster om huvudstaden Ottawa. Canoe Lake 165B ligger vid sjön Canoe Lake.
I omgivningarna runt Canoe Lake 165B växer i huvudsak blandskog. Trakten runt Canoe Lake 165B är nära nog obefolkad, med mindre än två invånare per kvadratkilometer.